# Kozy Books
Pour les articles homonymes, voir Kozy.
Kozy Books était une maison d'édition américaine de la fin des années 1950 au début des années 1960 spécialisées dans les romans pulps. Elle était basée à New York.

## Catalogue

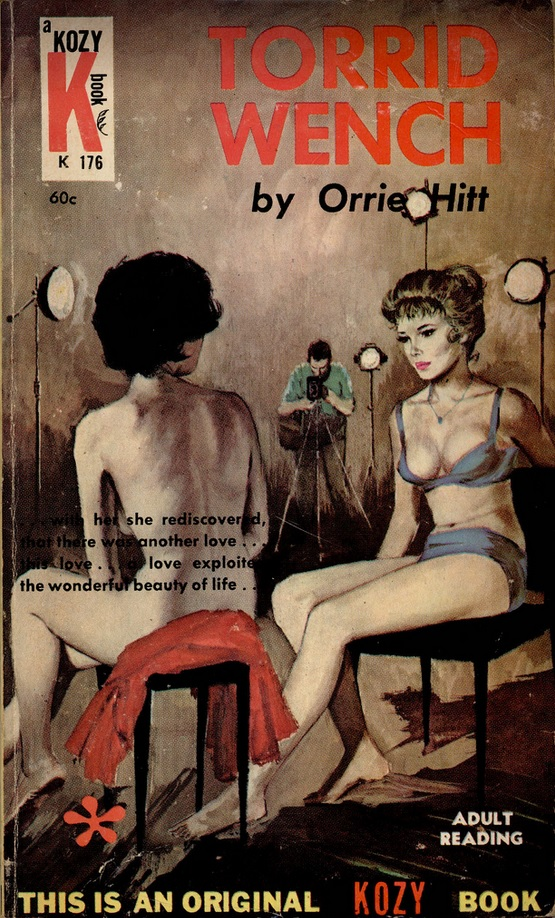
Torrid Wench par Orrie Hitt

- K088 - Race With Lust par Roger Normandie (1956)
- K089 - Sensuous Loves par Maurice Saden (1956)
- K090 - Burlesque Jungle par Pamela Boyer (1956)
- K091 - Web of Desire par Jacques Perdue (1956)
- K092 - Tormented Passions par Roger Normandie (1956)
- K093 - Fallen Virtues par Marty Brown (1956)
- K094 - Sins of Flesh par Orrie Hitt (1956)
- K095 - Rampant Lust par Guy Andreya (1956)
- K096 - Desire Under the Palms par Jackson Mitchell (1958)
- K097 - Price of a Virgin par Lew Lessing (1958)
- K098 - Strange Love par Jacques Perdue (1960)
- K099 - Hotel Hostess par Orrie Hitt (1960)
- K100 - Sextories par Charles Miron (1960)
- K101 - 2-4 Sex par Adam Snavely (1960)
- K102 - Lover Come Lately par Lew Lessing (1960)
- K103 - The Nude Senorita par Jackson Mitchell (1960)
- K104 - The Mad and the Damned par Robert Turner (1960)
- K105 - Too Many Loves par Eric Thomas (1960)
- K106 - Summer Islanders par Lloyd Allen (1960)
- K107 - Savage Sinner par Mike Richardson (1960)
- K108 - Suburban Interlude par Orrie Hitt (1960)
- K109 - Ski Gigolo par Lew Lessing (1960)
- K110 - Tropic Temptation par Jason Fleece (1960)
- K111 - Split-Level Love par Adam Snavely (1960)
- K112 - There Are No Angels par Richard Sargent (1960)
- K113 - Lost Passions par Gene Harvey (1960)
- K114 - Love Under Water par Jackson Mitchell (1960)
- K115 - North Beach Nymph par Lew Lessing (1960)
- K116 - Temptress par Michael St John (1960)
- K117 - Strip for Murder par Eric Thomas (1960)
- K118 - Fury par Jonathon Ward (1960)
- K119 - Virgin of Spare Rib Hill par Craig Barstow (1960)
- K120 - Sin College par Eric Thomas (1960)
- K121 - Diploma Dolls par Orrie Hitt (1960)
- K122 - The Big Flick par Adam Snavely (1960)
- K123 - The Love Seekers par Jack Matcha (1961)
- K124 - Bait par Adam Snavely (1961)
- K125 - Love is a Three Letter Word par Eric Thomas (1961)
- K126 - Passion Island par Owen Gault (1961)
- K127 - Loose Women par Walter Feldspar (1961)
- K128 - Dark Passions par Orrie Hitt (1961)
- K129 - Love Lottery par Lew Lessing (1961)
- K130 - Pool-Side Pushover par Adam Snavely (1961)
- K131 - Wayside 609 par Owen Gault (1961)
- K132 - Squeeze Play par Walter Feldspar (1961)
- K133 - Body of a Young Woman par Aaron Shirley (1961)
- K134 - Twisted Lovers par Orrie Hitt (1961)
- K135 - Tina par Jim Ruse (1961)
- K136 - Father of the Amazons par Pete Lewis (1961)
- K137 - Reaped Loves par Kirby Lord (1961)
- K138 - The Lady of the Line par Craig Barstow (1961)
- K139 - The City of Hoke par Shelly Lowenkopf (1961)
- K140 - The Abortionist par Aaron Bell (1961)
- K141 - Suburban Trap par Orrie Hitt (1961)
- K142 - Pleasure Ground par Orrie Hitt (1961)
- K143 - Carnival Honey par Orrie Hitt (1962)
- K144 - Born to be Made par John B. Thompson (1962)
- K145 - Wild Lovers par Orrie Hitt (1962)
- K146 - Man For Hire par Michael Hurley (1962)
- K147 - Entangled Loves par Jack Gates (1962)
- K148 - The Girl with the Golden G-String par Ben Berkey (1962)
- K149 - Love of the Lion par Shelly Lowenkopf (1962)
- K150 - Swamp Nymph par John B. Thompson (1962)
- K151 - Bold Affair par Orrie Hitt (1962)
- K152 - Campus Tramp par Orrie Hitt (1962)
- K153 - Love is Fun par Robert Bledsoe (1962)
- K154 - Water Witch par Bowie Morton (1962)
- K155 - The Trouble With Red Heads par Dallas Mayo (1962)
- K156 - No Hope of Heaven par Gail Evans (1962)
- K157 - I Was a $100 a Night Call Girl par Alex Carter (1962)
- K158 - Kiss or Kill par John B. Thompson (1962)
- K159 - The Naked Flesh par Orrie Hitt (1962)
- K160 - Wine Women and Love par Adam Snavely (1962)
- K161 - Madame par Ben Berkey (1962)
- K163 - Sin Cove par Ben Anderton (1962)
- K164 - Violent Sinners par Orrie Hitt (1962)
- K165 - Nymph in Need par John B. Thompson (1962)
- K166 - Love Under Glass par Jonathan Ward (1962)
- K167 - Half World par Joe D. Bowie (1962)
- K168 - Virgins of Veldt par Ben Thompson (1962)
- K169 - Love Drive par Orrie Hitt (1962)
- K170 - Moments of Passion par Ben Anderton (1962)
- K171 - Frenchie par Aaron Bell (1962)
- K172 - Bed And Board par Jonathon Ward (1962)
- K173 - Casting Couch par John B Thompson (1962)
- K174 - Twisted Virgins par Gail Spencer (1962)
- K175 - Tropic of Scorpio par Robert Bledsoe (1962)
- K176 - Torrid Wench par Orrie Hitt (1963)
- K177 - Love Peeper par Ben Anderton (1963)
- K178 - Strange Struggle par Herb Muller (1963)
- K179 - Blondes Don't Give a Damn par Michael Skinner (1963)
- K180 - Strip Alley par Orrie Hitt (1963)
- K181 - Love drive par Adam Snavely (1963)
- K182 - Nude Doll par Orrie Hitt (1963)
- K183 - The Girl Who Invented Sex par Aaron Bell (1963)
- K185 - Love Blood and Tears par Nicky Weaver (Orrie Hitt) (1963)
- K186 - Love on the Rocks par Nick Tod (1963)
- K188 - Love or Kill Them All par Nicky Weaver (Orrie Hitt) (1963)
- K189 - Name your vice par Nicholas Spain (1963)